# Marie-Louise-Charlotte de Pelard de Givry de Fontaines
Pour les articles homonymes, voir Fontaines.
Marie-Louise-Charlotte de Pelard de Givry de Fontaines, née en 1660 et morte le 3 septembre 1730, est une femme de lettres française.

## Biographie
Son père, le marquis de Givri, commandant de Metz, favorisa l'établissement des juifs dans cette ville, qui lui accordèrent une pension assez considérable. Elle épousa le comte Nicolas de Fontaines, maréchal de camp, dont elle eut un fils et une fille. Sa vie durant, elle fut liée étroitement avec Voltaire qui lui communiquait ses ouvrages et qui lui fit une dédicace de trente vers sur le deuxième roman qu'elle publia, l'Histoire de la comtesse de Savoie.
Elle est connue par deux romans, Histoire d'Amenophis prince de Libie, publiée en 1725, et La Constance à toute épreuve, ou les Aventures de la comtesse de Savoye en 1742, qui très certainement, d'après La Harpe, a inspiré Voltaire pour son Tancrède. Ces deux romans furent souvent réimprimés avec les œuvres complètes de Mme de La Fayette et de Mme de Tencin.
Notons encore qu'on attribue à Jean de La Chapelle une grande part dans ses écrits.

## Œuvres
- Histoire de la comtesse de Savoie (1725), suivi de Histoire dʼAménophis, prince de Lybie (1742), Paris, éd. Huguette Krief, coll. « Classiques Garnier », 2018.